# Poslední adresa
Poslední adresa (originální francouzský název Dernier domicile connu) je francouzsko-italské filmové drama z roku 1970 s Linem Venturou a Marlène Jobertovou v hlavních rolích, které režíroval José Giovanni podle vlastního scénáře.

## Obsazení
| Lino Ventura        | inspektor Marceau Leonetti            |
| Marlène Jobertová   | Jeanne Dumasová, nová spolupracovnice |
| Philippe March      | Roger Martin, hledaný muž             |
| Michel Constantin   | Greg                                  |
| Alain Mottet        | Frank Lambert                         |
| Paul Crauchet       | Jacques Loring, Martinův soused       |
| Béatrice Arnac      | Silvia                                |
| Gilette Barbier     | prodavačka                            |
| Luc Bartholomé      | Jo Raison                             |
| Paul Beauvais       |                                       |
| Philippe Brizard    | taxikář                               |
| Mathilde Ceccarelli |                                       |
| Michel Charrel      | Raisin                                |
| Luigi Cortèse       |                                       |
| Monique Mélinand    | paní Loringová, Jacquesova žena       |
| Albert Dagnant      | Arnold                                |
| Germaine Delbat     | paní Lenoirová                        |
| Roger Desmare       |                                       |
| Max Desrau          | Thoin                                 |
| Pierre Duncan       |                                       |
| Robert Favart       |                                       |
| Martine Ferrière    |                                       |
| Sébastien Floche    |                                       |
| Pierre Frag         |                                       |
| Jacques Galland     |                                       |